# Петрищево (Курская область)
Петрищево — деревня в Черемисиновском районе Курской области России, входит в Михайловский сельсовет.

## География
Деревня расположена на Средне-Русской возвышенности у берега реки Толстая (приток Тима).

## Население
| 2002 | 2010 |
| ---- | ---- |
| 72   | ↘42  |

Известные уроженцы
- Крыгина, Надежда Евгеньевна — советская и российская певица, исполнительница русских народных песен, заслуженная артистка России, народная артистка России.
- Петрищев, Сергей Иванович (1913—1945) — командир батареи 605-го стрелкового полка 132-й стрелковой дивизии 60-й армии Центрального фронта, лейтенант, Герой Советского Союза.